# Charlotte-Françoise de Saint-Laurent
Charlotte-Françoise de Saint-Laurent, född 1660, död 1732, var en kanadensisk grevinna, länstagare och affärsidkare. 
Hon köpte år 1702 ön Île d’Orléans, länsgrevskapet Saint-Laurent, och blev därmed grevinna de Saint-Laurent. Hon behöll titeln i egen rätt även efter sitt giftermål och säkrade sin sons rätt till den efter henne. Att själv hålla en adelstitel och ett adelslän var ovanligt för hennes kön och ännu mer i Kanada, där hon av en del ansågs ha usurperat titeln. Hon deltog i uppmärksammade rättsprocesser över hennes rätt till grevskapet fram till 1713. Genom en fullmakt från sin make kunde hon ägna sig åt affärer trots att hon var en gift kvinna, och var en betydande storföretagare i regionen. 